# سي جي جي
سي‌ جي‌ جي‌ (في الأصل اختصار بالفرنسية لـ C ompagnie G énérale de G éophysique) هي شركة خدمات جيوفيزيائية مقرها في فرنسا تأسست عام 1931.
توفر سي‌ جي‌ جي‌ إمكانات جيولوجية وجيوفيزيائية وخزانات للعملاء في المقام الأول من صناعة النفط والغاز العالمية. لديها ثلاث شركات متكاملة: المعدات ، والاستحواذ ، والجيولوجيا ، الجيوفيزياء والخزان (GGR).